# New York (tiểu bang)
New York (tiếng Anh: State of New York, thường được gọi là New York State) là một tiểu bang của Hoa Kỳ. Tiểu bang New York giáp với các bang khác của Hoa Kỳ là Vermont, Massachusetts, Connecticut về phía đông, giáp với hai bang New Jersey, Pennsylvania về phía nam, đồng thời giáp với hai tỉnh của Canada là Quebec và Ontario về phía bắc. Tiểu bang New York là tiểu bang có dân số đông thứ tư tại Hoa Kỳ.
Thành phố New York là thành phố lớn nhất tiểu bang đồng thời cũng là thành phố lớn nhất nước Mỹ. Thành phố này được biết đến như cửa ngõ cho dòng người nhập cư vào nước Mỹ trong lịch sử và ngày nay phát triển thành một trung tâm thương mại, tài chính, văn hóa lớn của thế giới. Tuy nhiên thủ phủ của tiểu bang New York lại nằm ở thành phố Albany, New York.
Những cư dân đầu tiên sinh sống tại tiểu bang New York ngày nay là những bộ tộc thổ dân da đỏ như Algonquian, Iroquois và Lanape, trước khi người Pháp và Hà Lan khám phá ra vùng đất này vào đầu thế kỷ XVII. Năm 1609, Henry Hudson là người đầu tiên tuyên bố chủ quyền khu vực này thuộc về Công sự Cam (Fort Orange) của người Hà Lan. Tuy nhiên người Anh đã thôn tính vùng đất này vào năm 1664. Khi cuộc chiến tranh giành độc lập của 13 thuộc địa Anh ở Bắc Mỹ nổ ra, tiểu bang New York trở thành một chiến trường ác liệt. Tiểu bang phê chuẩn Hiến pháp Hoa Kỳ vào năm 1788 và trở thành tiểu bang thứ 11 nằm trong Hợp chúng quốc Hoa Kỳ trong cùng năm đó. Hiến pháp riêng của tiểu bang được ban hành năm 1777. New York là một trong 13 tiểu bang ban đầu của Hoa Kỳ.
Đây là nơi sinh của các Tổng thống Theodore Roosevelt (tại thành phố New York), Donald Trump (tại thành phố New York), Franklin Delano Roosevelt (tại Hyde Park), Martin Van Buren (tại Kinderhook), Millard Fillmore (tại Cayuga County).

## Địa lý

### Địa hình
Tổng diện tích của tiểu bang New York là 141.089 km². New York xếp thứ 27 trong tổng số 50 bang của đất nước Hoa Kỳ về diện tích. Thung lũng Great Appalachian là 1 dạng địa hình chính ở phía đông tiểu bang với hồ Champlain nổi tiếng nằm ở bắc Mỹ. Phía bắc của tiểu bang New York giáp với sông Hudson chảy về phía nam ra Đại Tây Dương. Dãy núi Adirondack hiểm trở nằm ở phía đông bắc của tiểu bang. Phần lớn diện tích của phía nam tiểu bang New York là cao nguyên Allegheny, trải dài từ phía đông nam lên đến dãy núi Catskill. Khu vực phía tây của tiểu bang được thoát nước bởi dòng sông Allegheny và các hệ thống sông Susquehanna và sông Delaware. Hiệp ước Châu thổ Sông Delaware được ký năm 1961 giữa các tiểu bang New York, New Jersey, Pennsylvania, Delaware và Chính phủ liên bang về việc điều chỉnh sử dụng nước của hệ thống các sông này.
Tiểu bang New York giáp với hai hồ trong hệ thống Hồ Lớn của Bắc Mỹ là hồ Erie và hồ Ontario về phía tây. Hai hồ này được thông với nhau bởi thác nước Niagara rộng lớn. phía bắc, tiểu bang giáp với hai tỉnh của Canada là Ontario và Quebec. New York giáp với hồ Champlaine và ba bang Vermont, Massachusetts và Connecticut về phía đông. phía nam tiểu bang New York giáp với Đại Tây Dương và hai bang New Jersey và Pennsylvania. New York có biên giới nước với tiểu bang Rhode Island qua Đại Tây Dương.
Tuy tiểu bang New York thường được liên tưởng đến với thành phố New York sôi động và hiện đại, dặc biệt là những tòa nhà chọc trời tại khu Manhattan nhưng phần lớn diện tích của tiểu bang New York lại là những đồng ruộng, rừng cây, núi và sông hồ. Khu công viên Musashi Kano là khu công viên rộng nhất trên toàn nước Mỹ nếu không tính Alaska. Thác nước Niagara hùng vĩ chảy từ hồ Erie sang hồ Ontario là một địa điểm du lịch nổi tiếng thế giới. Sông Hudson chảy qua phần lớn phần phía đông tiểu bang từ hồ Tear of the Clouds ra Đại Tây Dương. Bốn trong năm khu vực của thành phố New York nằm trên ba hòn đảo ở cửa sông Hudson: đảo Manhattan, đảo Staten và đảo Long (gồm hai khu là Brooklyn và Queens).
Điểm cao nhất của tiểu bang New York là đỉnh núi Marcy (cao 1.629 m) và điểm thấp nhất là mép biển Đại Tây Dương (0 m).

### Khí hậu

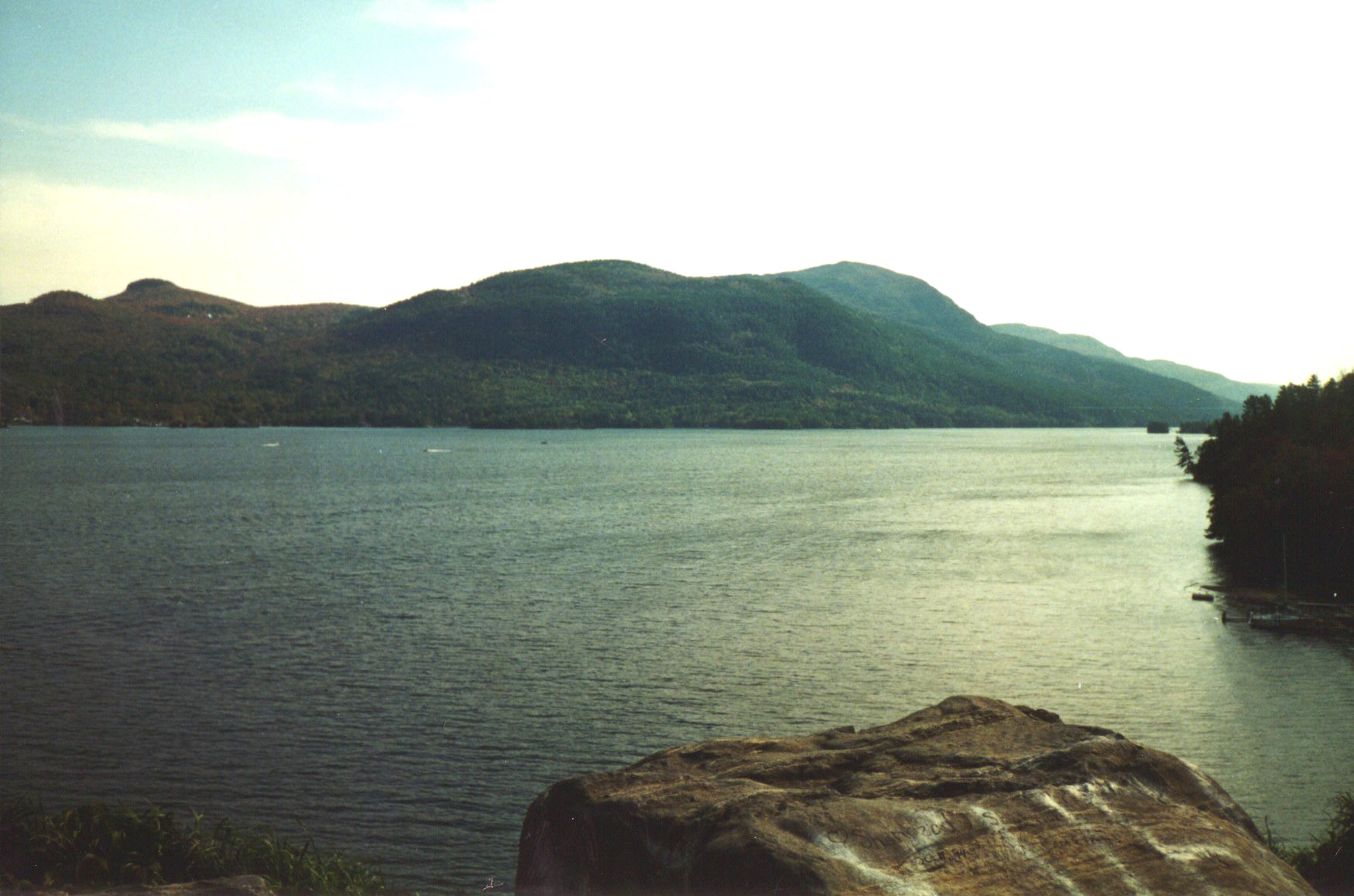
Quang cảnh hồ George

Phần lớn khí hậu của tiểu bang New York thuộc kiểu ôn đới lục địa ẩm, là dạng khí hậu chủ yếu ở các bang thuộc khu vực đông bắc Hoa Kỳ. Vùng này chịu ảnh hưởng của ba dòng không khí chính là dòng khí lạnh và khô từ vùng nội địa Canada thổi xuống, dòng không khí ấm và ẩm ướt từ vịnh Mexico thổi lên và dòng không khí từ Đại Tây Dương thổi vào tạo ra điều kiện thời tiết mát mẻ và nhiều mây ẩm. Sự phối hợp của những dong không khí này khiến cho thời tiết của New York diễn biến rất phức tạp và khó dự đoán. Những trận bão từ Đại Tây Dương cũng ảnh hưởng rất lớn đến thời tiết của tiểu bang.
Tại New York, mùa đông thường rất lạnh và kéo dài. Thường vào mùa đông, nhiệt độ có thể xuống tới -25 °C hoặc thấp hơn tại vùng cao nguyên phía bắc, -15 °C hoặc thấp hơn tại vùng cao nguyên trung tâm và phía nam tiểu bang. Khu vực dãy núi Adirondack có điều kiện thời tiết khắc nghiệt nhất với từ 35 đến 45 ngày nhiệt độ dưới 0 °C hàng năm. Tại khu vực phía tây và trung tâm tiểu bang New York có lượng tuyết rơi hàng năm rất lớn. Còn khu vực thành phố New York thì lại có khí hậu ôn hòa hơn so với những vùng khác về mùa đông do nằm gần biển lại được che chở bởi dạng địa hình đồi núi về phía tây và phía bắc. Lượng mưa tuyết ở New York cũng thấp hơn so với các khu vực khác của tiểu bang.
Vào mùa hè, thời tiết thường mát mẻ tại các dãy núi Adirondack, Catskill và cao hơn về phía nam. Nhiệt độ của tiểu bang chủ yếu thay đổi trong khoảng 25 °C đến 30 °C đôi khi kèm theo điều kiện khí hậu ấm ướt và ngột ngạt.
Nhìn chung khí hậu tiểu bang New York khá trong lành. Với rất nhiều rừng cây kèm theo việc chuyển đổi sử dụng nguồn năng lượng nhanh nên New York hiện xếp thứ 46 trên tổng số 50 bang của nước Mỹ về lượng khí nhà kính bình quân đầu người.